# College-Tennis-Saison 2015/16
Die College-Tennis-Saison 2015/16 begann am 28. August 2015 mit einer Preisverleihung zu Ehren der besten Spieler der Vorsaison und verabschiedete sich traditionell nach den NCAA-Meisterschaften im Mai 2016 in die Sommerpause.

## Anmerkung
Die folgenden Tabellen bieten eine Übersicht über die wichtigsten Turniere der Spielzeit, wobei nur Turniere für Mannschaften von Universitäten der NCAA Division I berücksichtigt sind. Für Teams kleinerer Universitäten gibt es eigene Turniere, die hier keine Erwähnung finden. Außerdem gibt es noch zahlreiche Einladungsturniere, die aber ebenfalls nicht den Stellenwert der unten aufgeführten Turniere haben.

## Individualmeisterschaften
| Datum             | Turnier                                                                              | Konkurrenz | Sieger                              | Finalgegner                             | Ergebnis         |
| ----------------- | ------------------------------------------------------------------------------------ | ---------- | ----------------------------------- | --------------------------------------- | ---------------- |
| 8.–11. August     | ITA National Summer Championships Bloomington, Indiana Hartplatz                     | Herren     | Jeffrey Schorsch                    | Becker O’Shaughnessey                   | 3:6, 6:1, [10:8] |
| 8.–11. August     | ITA National Summer Championships Bloomington, Indiana Hartplatz                     | Herren     | Charlie Emhardt Jeffrey Schorsch    | Michael Kay Trey Yates                  | 8:3              |
| 8.–11. August     | ITA National Summer Championships Bloomington, Indiana Hartplatz                     | Damen      | Brooke Austin                       | Madeline Lipp                           | 6:3, 6:1         |
| 8.–11. August     | ITA National Summer Championships Bloomington, Indiana Hartplatz                     | Damen      | Alexandria Chatt Madeline Lipp      | Zoë Katz Madison Westby                 | 9:82             |
| 10.–12. September | American Collegiate Invitational Queens, New York Hartplatz                          | Herren     | Mackenzie McDonald                  | Gonzales Austin                         | 6:2, 7:5         |
| 10.–12. September | American Collegiate Invitational Queens, New York Hartplatz                          | Damen      | Robin Anderson                      | Chanelle Van Nguyen                     | 6:4, 6:4         |
| 18.–20. September | ITA Masters Malbu, Kalifornien Hartplatz                                             | Herren     | Cameron Norrie                      | Nicolás Álvarez                         | 6:3, 7:62        |
| 18.–20. September | ITA Masters Malbu, Kalifornien Hartplatz                                             | Herren     | Luca Corinteli Ryan Shane           | Guilherme Hadlich Gabriel Roveri Sidney | 7:5, 6:4         |
| 18.–20. September | ITA Masters Malbu, Kalifornien Hartplatz                                             | Damen      | Danielle Collins                    | Hayley Carter                           | kampflos         |
| 18.–20. September | ITA Masters Malbu, Kalifornien Hartplatz                                             | Damen      | Giuliana Olmos Gabby Smith          | Mami Adachi Aldila Sutjiadi             | 6:2, 6:2         |
| 3.–11. Oktober    | ITA Women’s All-American Championships Pacific Palisades, Kalifornien Hartplatz      | Damen      | Danielle Collins                    | Sinéad Lohan                            | 6:1, 6:2         |
| 3.–11. Oktober    | ITA Women’s All-American Championships Pacific Palisades, Kalifornien Hartplatz      | Damen      | Maegan Manass Denise Starr          | Hayley Carter Whitney Kay               | 6:1, 6:4         |
| 3.–12. Oktober    | ITA Men’s All-American Championships Tulsa, Oklahoma Hartplatz                       | Herren     | Thai-Son Kwiatkowski                | Dominik Koepfer                         | 6:0, 6:2         |
| 3.–12. Oktober    | ITA Men’s All-American Championships Tulsa, Oklahoma Hartplatz                       | Herren     | Thai-Son Kwiatkowski Mac Styslinger | Brett Clark Robert Kelly                | 3:6, 6:2, [10:7] |
| 12.–15. November  | ITA National Intercollegiate Indoor Championships Queens, New York Hartplatz (Halle) | Herren     | Dominik Koepfer                     | André Göransson                         | 6:1, 7:5         |
| 12.–15. November  | ITA National Intercollegiate Indoor Championships Queens, New York Hartplatz (Halle) | Herren     | Hugo Dojas Felipe Soares            | Brett Clark Robert Kelly                | 6:4, 5:7, [10:7] |
| 12.–15. November  | ITA National Intercollegiate Indoor Championships Queens, New York Hartplatz (Halle) | Damen      | Francesca Di Lorenzo                | Joana Eidukonytė                        | 6:3, 6:1         |
| 12.–15. November  | ITA National Intercollegiate Indoor Championships Queens, New York Hartplatz (Halle) | Damen      | Hayley Carter Whitney Kay           | Mami Adachi Aldila Sutjiadi             | 4:6, 6:4, [10:6] |
| 25.–30. Mai       | NCAA Division I Tennis Championships Tulsa, Oklahoma Hartplatz                       | Herren     | Mackenzie McDonald                  | Mikael Torpegaard                       | 6:3, 6:3         |
| 25.–30. Mai       | NCAA Division I Tennis Championships Tulsa, Oklahoma Hartplatz                       | Herren     | Mackenzie McDonald Martin Redlicki  | Arthur Rinderknech Jackson Withrow      | 6:4, 6:1         |
| 25.–30. Mai       | NCAA Division I Tennis Championships Tulsa, Oklahoma Hartplatz                       | Damen      | Danielle Collins                    | Hayley Carter                           | 6:3, 6:2         |
| 25.–30. Mai       | NCAA Division I Tennis Championships Tulsa, Oklahoma Hartplatz                       | Damen      | Brooke Austin Kourtney Keegan       | Maegan Manass Denise Starr              | 6:2, 6:0         |

## Mannschaftsmeisterschaften
| Datum           | Turnier                                                                                            | Konkurrenz | Sieger         | Finalgegner    | Ergebnis |
| --------------- | -------------------------------------------------------------------------------------------------- | ---------- | -------------- | -------------- | -------- |
| 5.–8. Februar   | ITA Division I National Women’s Team Indoor Championship Madison, Wisconsin Hartplatz (Halle)      | Damen      | California     | North Carolina | 4:3      |
| 12.–15. Februar | ITA Division I National Men’s Team Indoor Championship Charlottesville, Virginia Hartplatz (Halle) | Herren     | North Carolina | Virginia       | 4:2      |
| 13.–24. Mai     | NCAA Division I Tennis Championships Tulsa, Oklahoma Hartplatz                                     | Herren     | Virginia       | Oklahoma       | 4:1      |
| 13.–24. Mai     | NCAA Division I Tennis Championships Tulsa, Oklahoma Hartplatz                                     | Damen      | Stanford       | Oklahoma State | 4:3      |

## Mehrfache Turniersieger

### Herren
- Mackenzie McDonald – 3 Turniersiege (2 Einzel, 1 Doppel)
- Thai-Son Kwiatkowski – 2 Turniersiege (1 Einzel, 1 Doppel)

### Damen
- Danielle Collins – 3 Turniersiege (3 Einzel)
- Brooke Austin – 2 Turniersiege (1 Einzel, 1 Doppel)